# 六義園

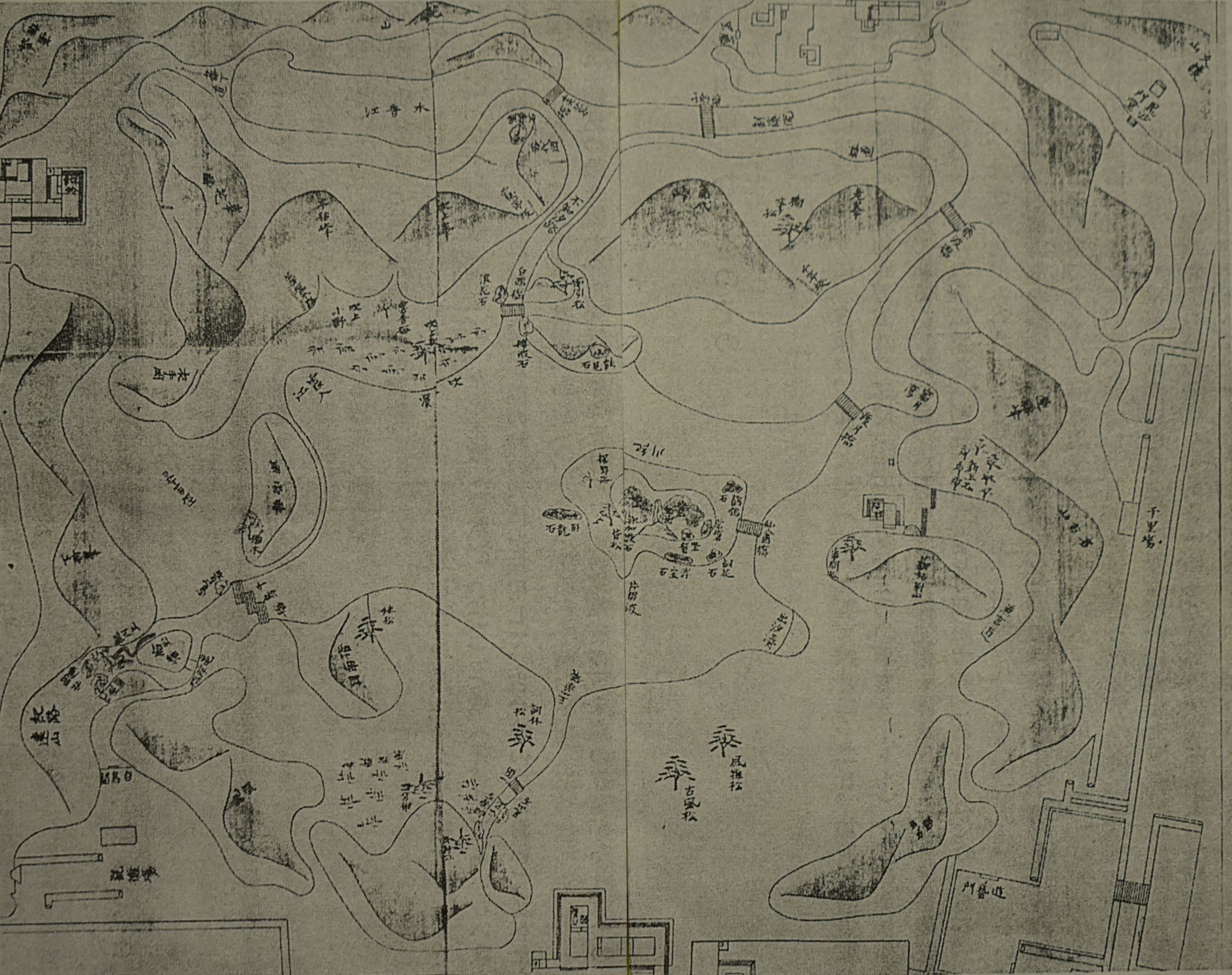
『楽只堂年録』「六義園図」元禄15年10月21日頃の附図

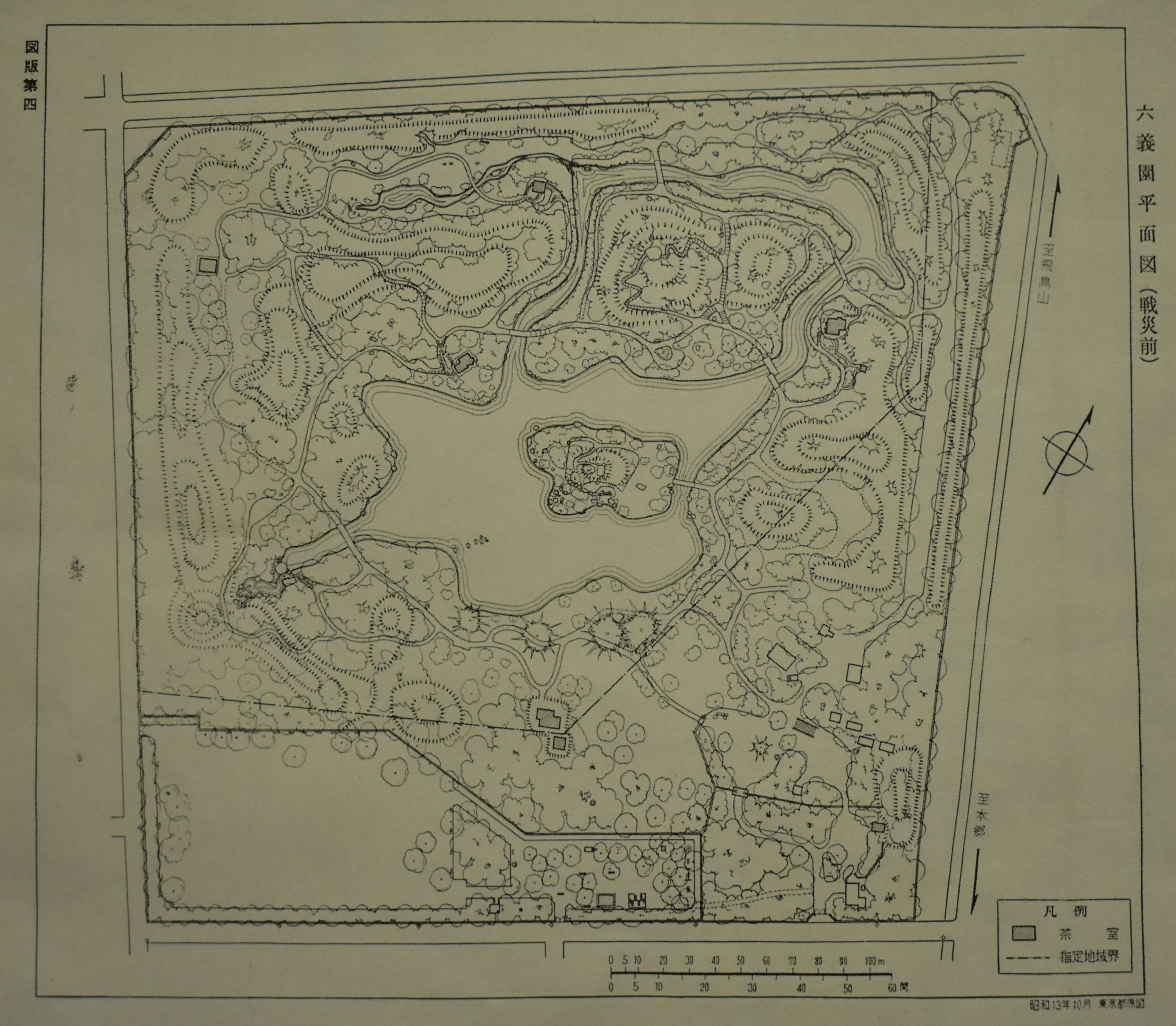
『史跡 名勝天然記念物調査報告書 第1集』「六義園平面図（戦災前）」昭和13年10月

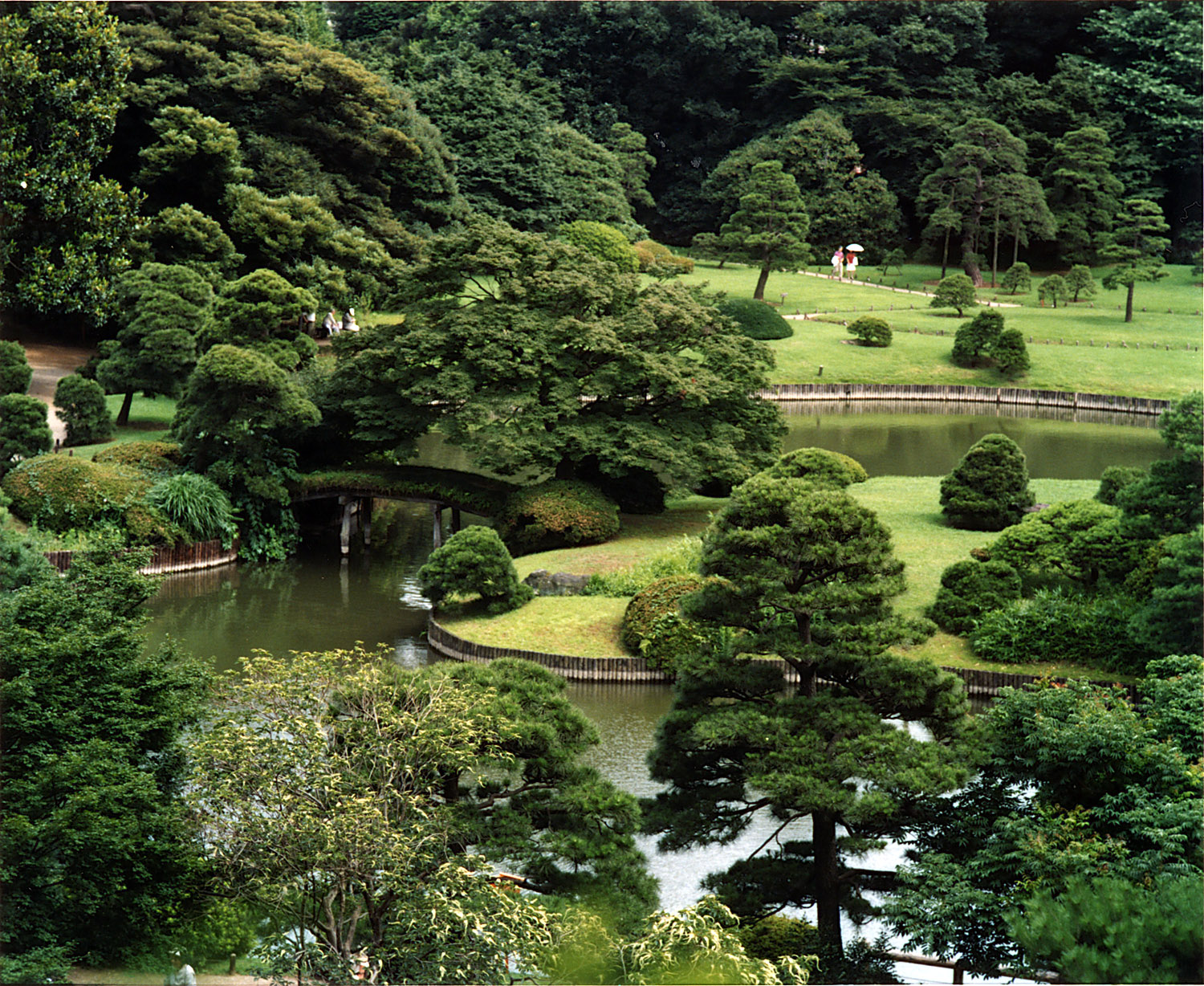
初夏の六義園 藤代峠からの展望

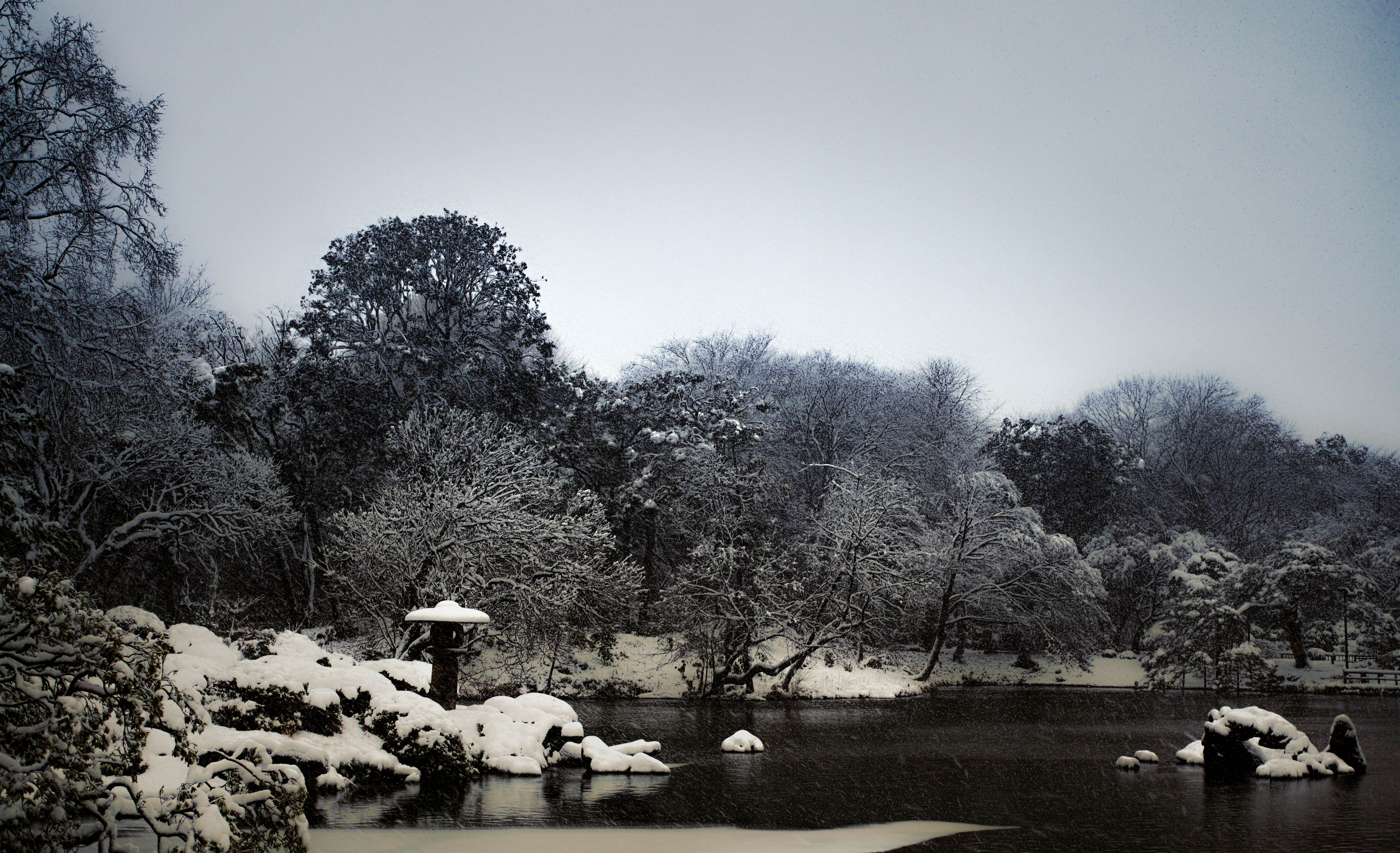
大雪の蓬莱島

六義園（りくぎえん）は、東京都文京区本駒込六丁目にある都立庭園で、「回遊式築山泉水庭園」の日本庭園（大名庭園）である。国の特別名勝に指定されている。

## 概要
原野だった駒込
六義園が造られた駒込は当時は原野であった、慶長（1596年）から元和（1624年）にかけて、江戸はどこを指していったのかといえば、「御曲輪内（おくるわない）」といって現在で言う外堀内を指しており、現在の文京区は「御曲輪外（おくるわがい）」であった。『文京区史』には、慶長年間に文京区に造られた主な武家屋敷は、千駄木二丁目の小笠原秀政、西片一丁目・二丁目の阿部正次、本駒込閲丁目・二丁目の土井利勝の三カ所が記されている。六義園の土地は、当時は武蔵野に繋がる広々とした「原野（原っぱ）」地帯で、樹林と豊富な水量に恵まれた、作庭には適した所だった。
『本郷区史』には、寛永5年（1628年）、将軍家の鷹狩りの場として、江戸近郊に52カ村が指定され、雑司ヶ谷、本郷、小石川村などが鷹狩場となっていたと記されている。
将軍綱吉の時代
江戸が政治の中心となり、人が増加し住まいが必要となり、街も徐々に外周へと発展していった。また、明暦3年（1657年）に発生した本郷を火元とする大火「振袖火事」である、死者10万7千人と言われている。天和2年（1682年）に発生した「お七火事」は江戸の街を焼き尽くした。だが、その火災の毎に街並みが整理され、武家屋敷も外周へと広がっていき、神社仏閣などもそれに習って移転した。江戸の街は発展を続け、街は商人が台頭することになる。江戸の街は、五代将軍徳川綱吉の時代となった。
むくさのその
五代将軍綱吉の家臣柳沢出羽守保明（後の柳沢吉保）は、元禄8年（1695年）4月22日、松平加賀守の上屋敷であった染井村の約45,862坪四万五千八百六十二坪の土地を幕府より拝領した。元禄文化のさなかにあって吉保は、「別荘庭園」として活用することを考えた。これまでの平安時代の「寝殿造の庭」、室町時代の「書院造の庭」、また禅宗の「枯山水の庭」とは違った江戸時代の「廻遊式築山泉水庭園」であった。それは、保明の文芸趣向に基づいた、本郷台地の広大な平坦な土地に、山を築き、池を掘り、流れを引き、紀州の和歌の浦の景勝を写し、また、『万葉集』や『古今和歌集』より名勝を取り出し、八十八境を写しだすことだった。その庭園の名を「六義園」と名付けて「むくさのその」と呼び、館を「六義館（むくさのたち）」と称した。
六義は詩経に由来する。六義とは、詩道の基本とする次の六つの体をいう。
- 賦（ふ）：　 感想を述べたもの
- 比（ひ）：　 例をとり感想を述べたもの
- 興（こう）： 外物にふれ感想を述べたもの
- 風（ふう）： 民間で行われる歌謡
- 雅（が）：　 朝廷でうたわれる雅正の詞藻
- 頌（しょう）： 宗廟頌徳の詞藻

六義園八十八境

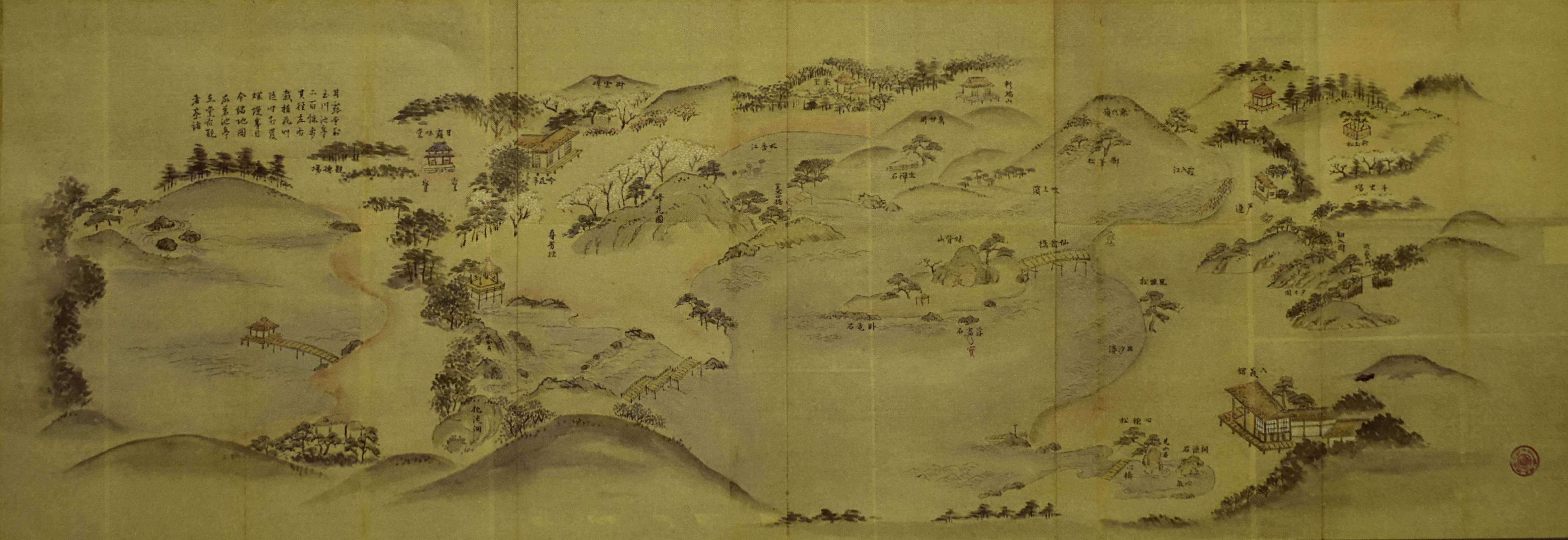
『六義園全図 並 八景十二境和歌』明治22年

柳沢保明が八十八に拘ったのは、八が八雲に通じ、八雲の道すなわち和歌の道を表し、八十八の数が未来永劫を意味する。
1.遊芸門、2.見山石、3.詩源石、4.心泉、5.心橋、6.玉藻礒、7.風雅松、8.心種松、9.古風松、10.詩林松、11.掛名松、12.夕日岡、13.出汐湊、14.妹山、15.背山、16.玉笹、17.常盤、18.堅盤、19.鶺鴒石、20.詩花石、21.浮宝石、22.臥龍石、23.裾野梅、24.紀川、25.詠和歌石、26.片男波、27.仙离橋、28.芦葉、29.名古山、30.新玉松、31.兼言道、32.藐姑射山、33.事問松、34.過勝峯、35.藤浪橋、36.宿月湾、37.渡月橋、38.和歌松原、39.老ヶ峯、40.千年坂、41.朧の岡、42.紀川上、43.朝陽岩、44.水分石、45.枕流洞、46.拾玉渚、47.紀路遠山、48.白鳥関、49.下折峯、50.尋芳径、51.吟花亭、52.峯花園、53.衣手岡、54.掛雲峯、55.指南岡、56.千鳥橋、57.時雨岡、58.覧古石、59.妹松、60.背松、61.亀浮橋、62.霞入江、63.吹上浜、64.吹上松、65.吹上小野、66.吹上峯、67.木枯峯、68.霞渟坂、69.雲香梅、70.桜波石、71.浪花石、72.白鷗橋、73.藻塩木道、74.藤代峠、75.擲筆松、76.能見石、77.布引松、78.不知汐路、79.座禅石、80.万世岡、81.水香江、82.花垣山、83.篠下道、84.芙蓉橋、85.山陰橋、86.剡渓流、87.蛛道、88.藤里（2023年4月現在、残存未確認）
六義園の作庭が何時始められたかの記録はないが、幕府から拝領された頃と言われている。そして、完成したのは元禄15年（1702年）10月21日とされている。保明は、7年の歳月をかけ江戸屈指の大庭園を造った。この間の江戸の世相は「元禄泰平」と言われながら穏やかではなかった、色々な事件が起きた。市民生活は浪費が進み、貨幣改鋳が行われ、元禄9年（1696年）には、江戸を中心に大震災が発生し、保明領地の川越では2度にわたる大風水害に見舞われた。保明は政務多忙の日々を過ごし、作庭工事の報告をうけ、図面を広げて指図して、造園の材料や奇岩や珍樹の寄付を受けたりなど、全て連絡係を使って工事を進めた。元禄14年（1701年）、保明は、綱吉から松平の姓と綱吉の「吉」の一字を与えられ、松平美濃守吉保と改名した。宝永の時代に入り、綱吉から将軍家宣に変わり、それまでの功績により吉保は3万9千石を加禄され、15万1千2百石の大名となった。そして、宝永2年（1705年）、武蔵川越城主柳沢美濃守吉保となった。
宝永6年（1709年）1月10日、第5代将軍綱吉は、はやり病のため64歳で生涯をとじ、吉保夫妻が本邸から六義園に移った。同年5月、第6代将軍家宣に引き継がれるや、吉保は長男吉里に家督を譲り第一線から引退し、六義園の当主となった。正徳2年（1712年）10月14日、将軍家宣が僅か在位3年足らずで他界し、翌3年4月2日、第7代将軍家継と引き継がれた。その年の9月5日、吉保夫人の定子が風土病にかかり六義園で亡くなり、その1年後の正徳4年（1714年）11月2日、吉保が57歳で六義園において亡くなった。吉保夫妻は、甲府の永慶寺に葬られたが、吉里により、現在の山梨県塩山市にある武田家の墓所であり、柳沢家の菩提所とした乾徳山恵林寺に改葬した。
吉保後の六義園
吉保に変わり当主となった吉里は、享保9年（1724年）、大和国の郡山藩へ移封されたことから、六義園の利用は盛んではなかったが、庭園の手入れは行き届いていた。庭園は3代当主信鴻の代までは、少なくても完成当時の姿を保っていた。寛政4年（1792年）3月、信鴻が亡くなって以後、庭園の利用はほとんどなく、それから文化6年（1809年）までの約20年間にわたり荒廃するにまかせ、庭園は完成時の姿を残さぬほどだった。4代当主保光は、文化6年（1809年）、家臣に命じて六義園の復旧工事を計画し、1年間をかけて園内の整備工事を行った、要した費用は多大であっという。この工事において、名勝の碑文柱である八十八境を復旧したが、大方が消失しており、53カ所の石柱が復旧された。
岩崎家の別邸
第15代将軍徳川慶喜による大政奉還によって、260有余年におよぶ江戸時代は幕がおろされた。六義園の当主も7代保申の代となり、明治新政府に移り173年間にわたる柳沢家別邸も終わった。その後、明治11年（1874年）に、土佐藩浪士の子である岩崎弥太郎が、六義園を買収し岩崎家の別邸として、昭和13年（1938年）、東京市に寄贈するまでの60年間を過ごした。岩崎家は、明治7年（1874年）9月、上京し、現在の文京区湯島四丁目に住まいを構えた、六義園とは目と鼻の先の所に住んでいた。弥太郎が六義園を買収したいきさつは、岩崎家の伝記である『岩崎久弥伝』（久弥は弥太郎の長男）に記されている。弥太郎は「俺は板橋辺まで買い、国家の役に立つことをやってみるつもりだ」と言って、広大な土地を手に入れた。
当時の六義園は、次第に荒廃が進む一方だった。弥太郎は明治11年（1878年）、清澄庭園を手に入れ、さらに、隣接する藤堂家・安藤家・前田家などの邸地を併せて12万坪の広大な土地を手に入れた。その後の六義園は、弥太郎が亡くなり、弥之助（弥太郎の弟）が明治19年（1886年）に、庭園の復旧工事を進め、下総の山林から樹木を移植し、各地から庭石を集め、池には千川上水から水を注ぎ、完成時の景観を復元した。
その後は長男久弥の代となり、本邸になっていた時期があったが、庭園部分だけを残し売却された。現在の六義園の東側一帯を東洋文庫と理研などに、西側一帯を大和郷住宅地に、北側一帯は国電山手線と駒込駅にである。山手線の布設のために約3万坪を売却した。岩崎家の別邸であるから、静かに使われていたが、特筆すべきは、明治38年（1905年）10月、日露戦争後に凱旋した連合艦隊司令官東郷平八郎大将ほか将兵6千人を、岩崎家が招待して六義園を会場の中心とした戦勝祝賀会を催したのである。
東京市に寄付
当主岩崎久弥は昭和13年（1938年）4月27日、東京市公園課の井上清の考えである都市の緑の重要性に感銘し、六義園を永久保存することと、一般市民に公開することを決意し東京市に寄贈した。昭和15年（1940年）、史蹟名勝天然紀念物保存法に基づき名勝に指定され、 法制度に基づく保存管理が始まった。その後、戦争により被災したが復旧された。昭和20年（1945年）4月14日、太平洋戦争によって吹上の茶屋（熱海の茶屋）、つつじの茶屋だけ残し、心泉亭（桃の茶屋）、滝見の茶屋、吟花亭、蘆辺の茶屋などを焼失したが、庭木の被害はほとんどなかった。昭和31年（1956年）11月29日、吹上の茶屋が出火により焼失した。昭和28年（1953年）、江戸に造られた庭園の中でも特に優れているとして文化財保護法に基づき特別名勝に指定された。
創設時との比較
元禄末年頃、狩野派が描いたと伝わる古図「柳沢候六義園全図」と現在の庭園の状況を細部を除いて比較すると、最も著しい違いは池が東と西の二カ所存在したが、現在は東の一カ所だけである。この事から、現在の六義園は創設時代の庭園規模の約三分の一が縮小されているが、現在の主要部分は保存されている。

## 沿革
- 慶長18年（1613年） - 本駒込一丁目・二丁目に土井利勝の屋敷が開設された
- 寛永5年（1628年） - 駒込は草深い原野で、将軍家鷹狩りの場に布告された
- 明暦3年（1657年）1月19日 - 本郷丸山を火元とする「振袖火事」発生
- 天和2年（1682年）1月27日 - 江戸市中を灰と化した「お七火事」発生
- 元禄8年（1695年）4月22日 - 柳沢保明は加賀藩前田家の下屋敷駒込の地約45,862坪を幕府より拝領した
  - 年月不詳 - 保明が六義園の作庭を開始する
- 元禄15年（1702年）10月21日 - 六義園の作庭は7年目におよび完成した
- 宝永2年（1705年） - 吉保が甲府城主となる
- 宝永6年（1709年）
  - 1月10日 - 第5代将軍徳川綱吉、はやり病のため64歳で亡くなる
  - 2月9日 - 綱吉の御台所鷹司氏信子、はやり病で亡くなる
  - 4月13日 - 吉保夫妻が本邸から六義園に移る
  - 5月 - 第6代将軍徳川家宣の将軍宣下式が行われる
  - 年月不詳 - 吉保が長男吉里に家督をゆずる
  - 年月不詳 - 吉保が六義園の亭主となる
- 正徳2年（1712年）10月14日 - 第6代将軍・家宣が亡くなる
- 正徳3年（1713年）
  - 4月2日 - 第7代将軍徳川家継の将軍宣下式が行われる
  - 9月5日 - 吉保夫人の定子が六義園において亡くなる
- 正徳4年（1714年）11月2日 - 吉保、六義園において57歳で亡くなる
- 年月不詳 - 第2代柳沢吉里（吉保の長男）が当主の時は手入れが良くされていた
- 寛政4年（1792年）3月 - 第3代柳沢信鴻が六義園に来たときは完成時の姿を保っていた
- 文化6年（1809年） - 第4代柳沢保光が家臣に六義園の復旧工事を命じる、工事は約1年多大の費用を要した
- 明治7年（1874年）9月 - 四国は土佐藩浪士の子・岩崎弥太郎が上京、現在の文京区湯島四丁目に居をかまえる
- 年月不詳 - 六義園は次第に荒廃に傾いた
- 明治11年（1878年） - 弥太郎は六義園を買収し別邸とした（同時期に清澄庭園を買収）
- 年月不詳 - 弥太郎は六義園の隣接の藤堂・安藤・前田諸家の邸地を買収（現在の文京区上富士前町、同駕籠町、豊島区巣鴨二丁目、同駒込染井の総計12万坪）
- 明治19年（1886年） - 岩崎弥之助（弥太郎の弟）により六義園の修復工事を開始
- 年月不詳 - 岩崎久弥（弥之助の長男）の代で本邸となる
- 不詳 - 六義園を残し所有地を譲渡売却、東側は東洋文庫と理研、西側は大和郷住宅地、北側は国電山手線と駒込駅
- 明治38年（1905年）10月 - 六義園を中心に日露戦争の戦勝祝賀会を催す
- 昭和13年（1938年）4月27日 - 久弥より東京市に六義園が寄付される
  - 年月不詳 - 東京市は園路整備と人止め柵設置、松の手入れ
  - 10月6日 - 六義園が開園される

## 所有者と名称の変遷
- 柳沢家時代
  - 元禄8年（1695年）- 宝永6年（1709年） -  柳沢吉保、六義園[14]
  - 宝永6年（1709年）- 延享2年（1745年） -  柳沢吉里、六義園[14]
  - 延享2年（1745年）- 安永2年（1773年） -  柳沢信鴻、六義園[14]
  - 安永2年（1773年）- 文化8年（1811年） -  柳沢保光、六義園[14]
  - 文化8年（1811年）- 天保9年（1838年） -  柳沢保泰、六義園[14]
  - 天保9年（1838年）- 嘉永元年（1848年） - 柳沢保興、六義園[14]
  - 嘉永元年（1848年）- 慶応4年（1868年） - 柳沢保申、六義園[14]
  - 明治元年（1868年）- 明治2年（1869年） - 柳沢保申、六義園[14]
  - 明治2年（1869年）- 明治11年（1878年） - 明治政府・柳沢光邦、名称不詳[14]
- 岩崎家時代
  - 明治11年（1878年）- 明治45年（1912年） - 岩崎家、六義園阯、岩崎別邸庭園[14]
  - 大正元年（1912年）- 昭和13年（1938年） - 岩崎家、六義園[14]
- 官営時代
  - 昭和13年（1938年）- 昭和18年（1943年） - 東京市、六義園[15]
  - 昭和18年（1943年）- 現在 - 東京都、六義園[15]

## 主な見所
六義園の見どころは、庭園入口近くにある3月末に満開を迎える大きなしだれ桜、春から夏頃にかけ園内は華が咲き誇り色彩豊かな景色を楽しめる。この枝垂桜の満開期と紅葉の最盛期にはライトアップがされる。秋は紅葉、春は桜と、四季折々の変化を楽しめ、冬場は雪に備えた雪吊りと変化を楽しめる。躑躅の花が有名で、地元では「駒込と言えばツツジの花の咲く街」と謳われる象徴的な存在となっている。庭園に歩を進めると出汐湊に出る、広い園内の中で最も展望に恵まれた場所の一つである。大きな池の対岸には造形された島々が広がり、都心とは思えない風情ある景色を楽しむことが出来る。
- 「つつじ茶屋」（つつじちゃや） - つつじの古材で明治時代に建てられた希少な建物[1]
- 「滝見茶屋」（たきみちゃや） - 石組には滝が落ち、渓流が走る景観が眺められる[1]
- 「石柱」（せきちゅう） - 園内には古くは88カ所あったが、現在は33カ所の石柱がある[1]
- 「蓬莱島」（ほうらいじま） - アーチ形の洞窟石の島で、神仙思想を主題とした石組み[1]
- 「藤代峠」（ふじしろとうげ） - 築山の高さは35メートルで、「富士見山」と呼ばれている[1]
- 「蛛道」（ささがにのみち） - 小道が蜘蛛の糸のように細いことから名付けられた[1]
- 「渡月橋」（とげつきょう） - 和歌から名付けられ、2枚の大石で造られている[1]
- 「妹山・背山」（いものやま・せのやま） - 園内の中央にある「中の島」の築山である[1]
- 「出汐湊」（でしおのみなと） - 園内の中央にある「大泉水」の池畔の一つである[1]
- 「内庭大門」（ないていだいもん） - 正門から園内に入る門で、しだれ桜が美しい[1]

## 現地情報

### 利用情報
- 開園時間 - 午前9時 〜 午後5時（入園 午後4時30分まで）、イベント開催時は時間延長がある[1]
- 休園日 - 年末年始（12月29日 〜 1月1日 ）[1]
- 入園料 - 一般 300円（240円）、65歳以上 150円（120円）、小学生以下 無料、中学生（都内在住、在学）無料、身体不自由者 無料、カッコ内は20名以上の団体[1]
- 年間パスポート - 一般 1,200円、65歳以上 600円[1]
- 年間パスポート（9庭園共通） - 一般 4,000円、65歳以上 2,000円（都立文化財9庭園 浜離宮恩賜庭園、旧芝離宮恩賜庭園、小石川後楽園、六義園、旧岩崎邸庭園、向島百花園、清澄庭園、旧古河庭園、殿ヶ谷戸庭園）[1]
- 無料公開日 - みどりの日（5月4日）、都民の日（10月1日）[1]
- 無料庭園ガイド - 土・日曜日、祝日（午前11時、午後2時）[1]
- サポートセンター - 指定管理者 公益財団法人 東京都公園協会（電話03-3232-3038 午前8時30分 - 午後5時30分、土日祝・年末年始除く）[1]
- 夜間特別観賞 - しだれ桜の開花時の3月下旬、午後6時30分から午後9時（最終入園8時）の間、園内の安全を確保するため立入を制限して夜間観賞が開催される（観賞券はオンライン前売り券900円、当日券は1.100円）[1]

### 交通案内
- 電車 - JR山手線 駒込駅 - 南口より正門 徒歩約7分、染井門（イベント開催時に臨時開門） 徒歩約2分
- 地下鉄 - 東京メトロ南北線 駒込駅 - 2番出口より徒歩約2分、都営三田線 千石駅 - A3出口より徒歩約10分
- 車 - 護国寺出入口
- 駐車場 - 無し（近隣駐車場に、タイムズ本駒込15をはじめとする有料駐車場あり）

## 花暦情報
- 1月 - ロウバイ（蝋梅）、ツバキ（椿）[1]
- 2月 - ツバキ、ウメ（梅）、サンシュユ（山茱萸）[1]
- 3月 - サンシュユ、コブシ（辛夷）、シダレザクラ（枝垂桜）[1]
- 4月 - ソメイヨシノ（染井吉野）、ヤマブキ（山吹）、ドウダンツツジ（灯台躑躅）、ヤマツツジ（山躑躅）・キリシマツツジ（霧島躑躅）[1]
- 5月 - ヤマツツジ・キリシマツツジ、サツキ（皐月）、ヤマアジサイ（山紫陽花）[1]
- 6月 - サツキ、ヤマアジサイ、ガクアジサイ（額紫陽花）、タイサンボク（泰山木）[1]
- 7月 - タマアジサイ、サルスベリ（百日紅）[1]
- 8月 - タマアジサイ、サルスベリ、ハギ（萩）[1]
- 9月 - ハギ、ヒガンバナ（彼岸花）[1]
- 10月 - サザンカ（山茶花）、ムラサキシキブ（紫式部 実）[1]
- 11月 - サザンカ、ムラサキシキブ（実）、ハゼノキ（櫨の木 紅葉）、モミジ（紅葉 紅葉）、（雪吊り、霜よけ）[1]
- 12月 - モミジ（紅葉）[1]

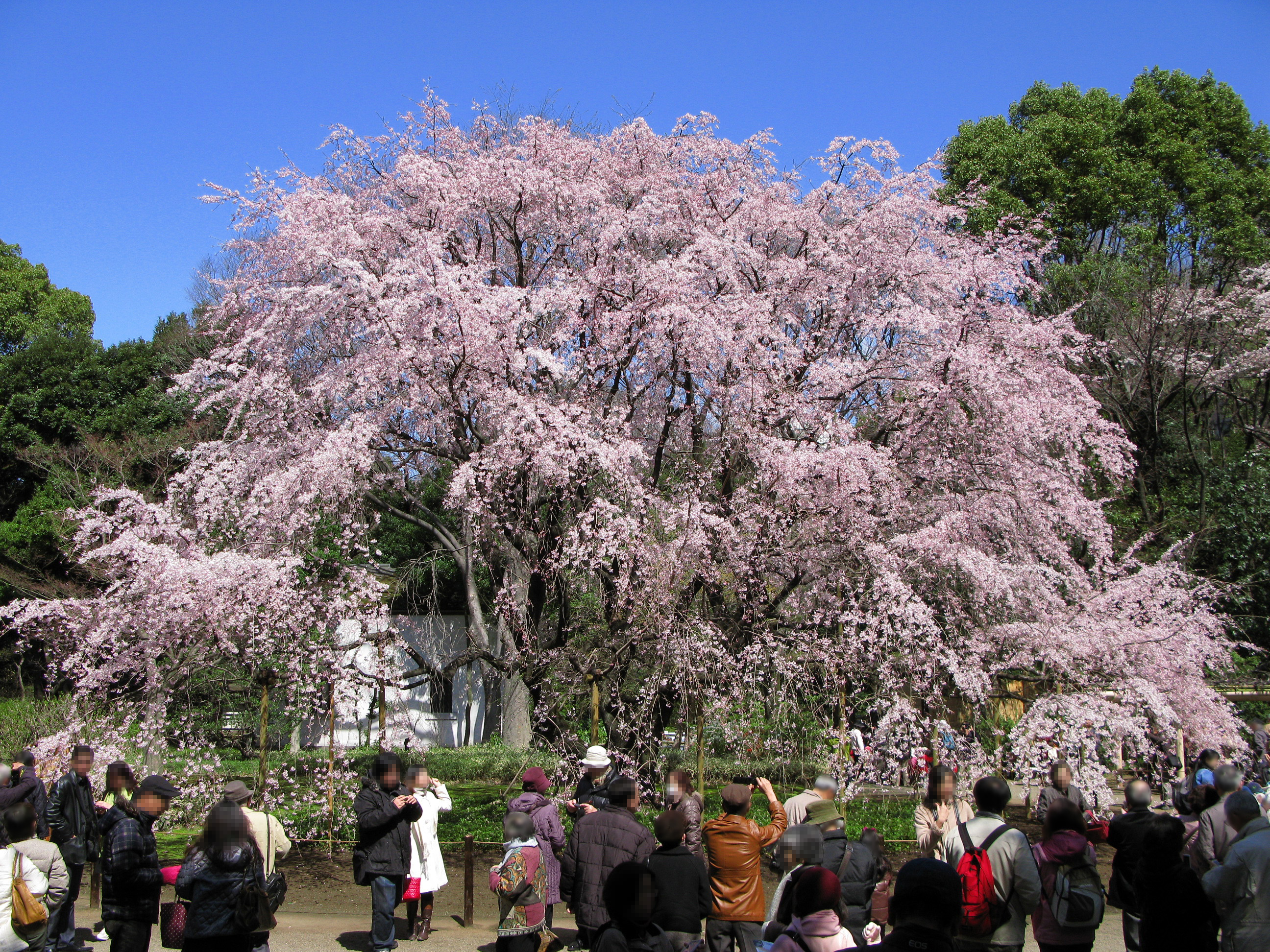
枝垂桜
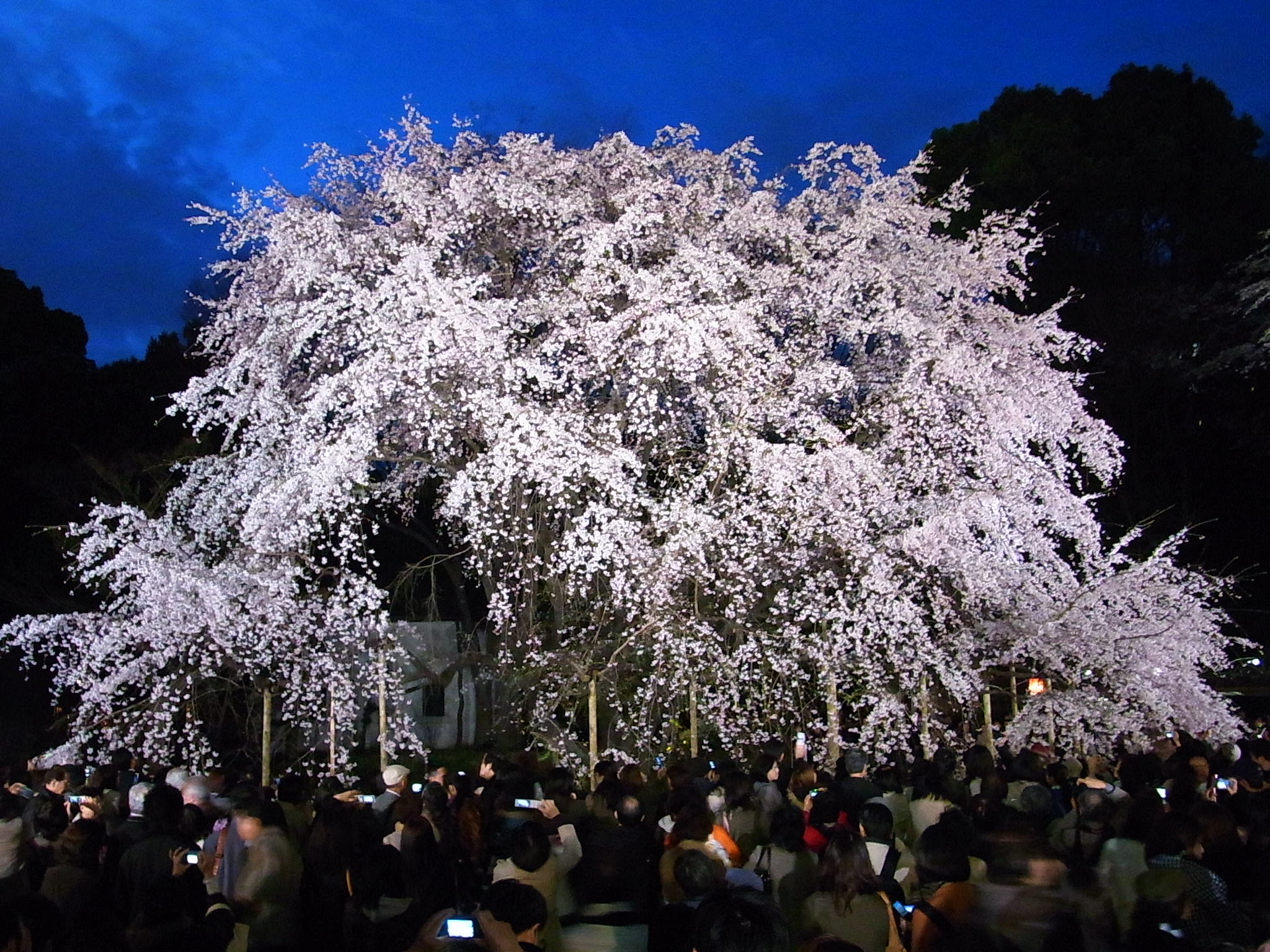
夜の枝垂桜（2010年4月1日撮影）
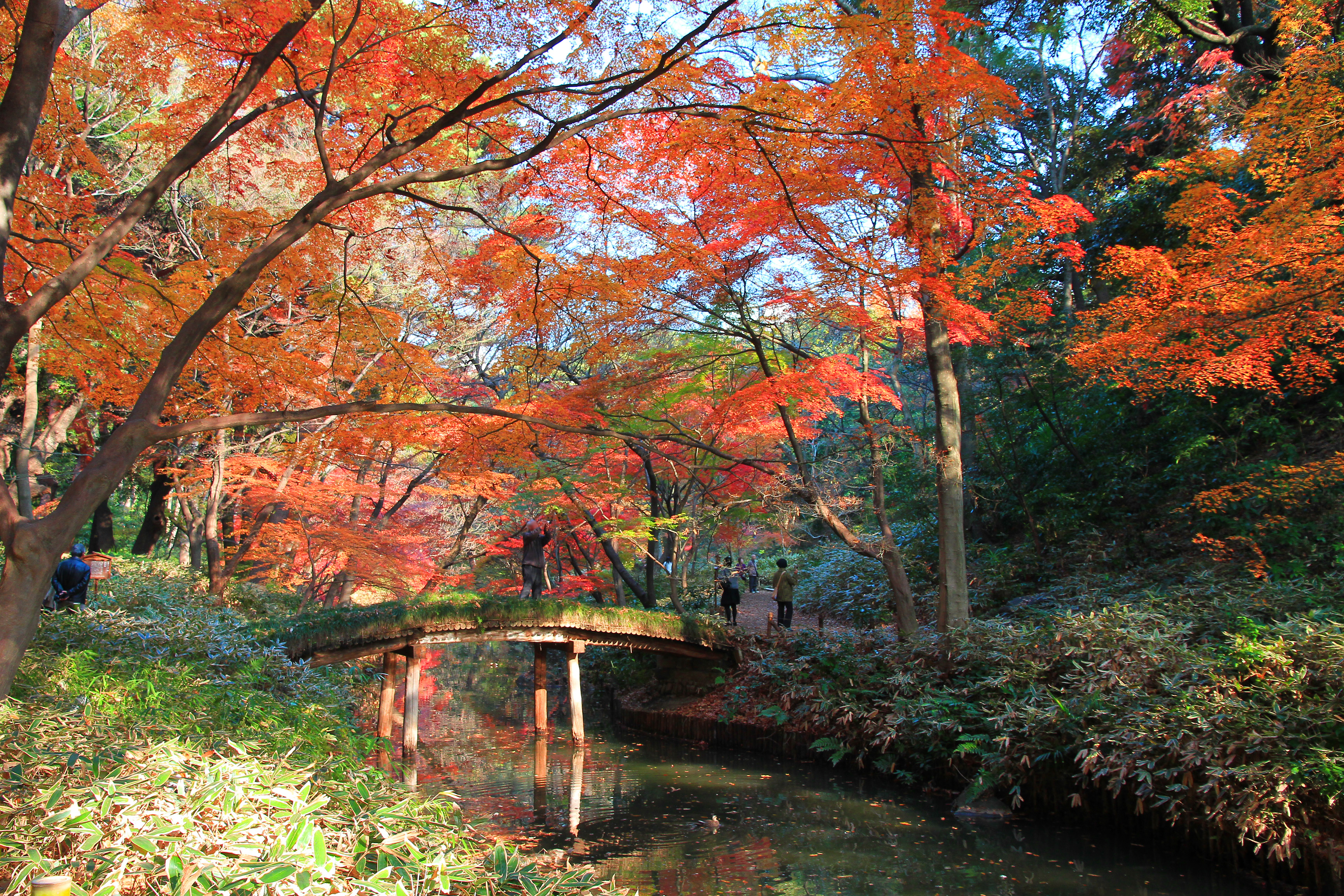
山陰橋（やまかげばし）
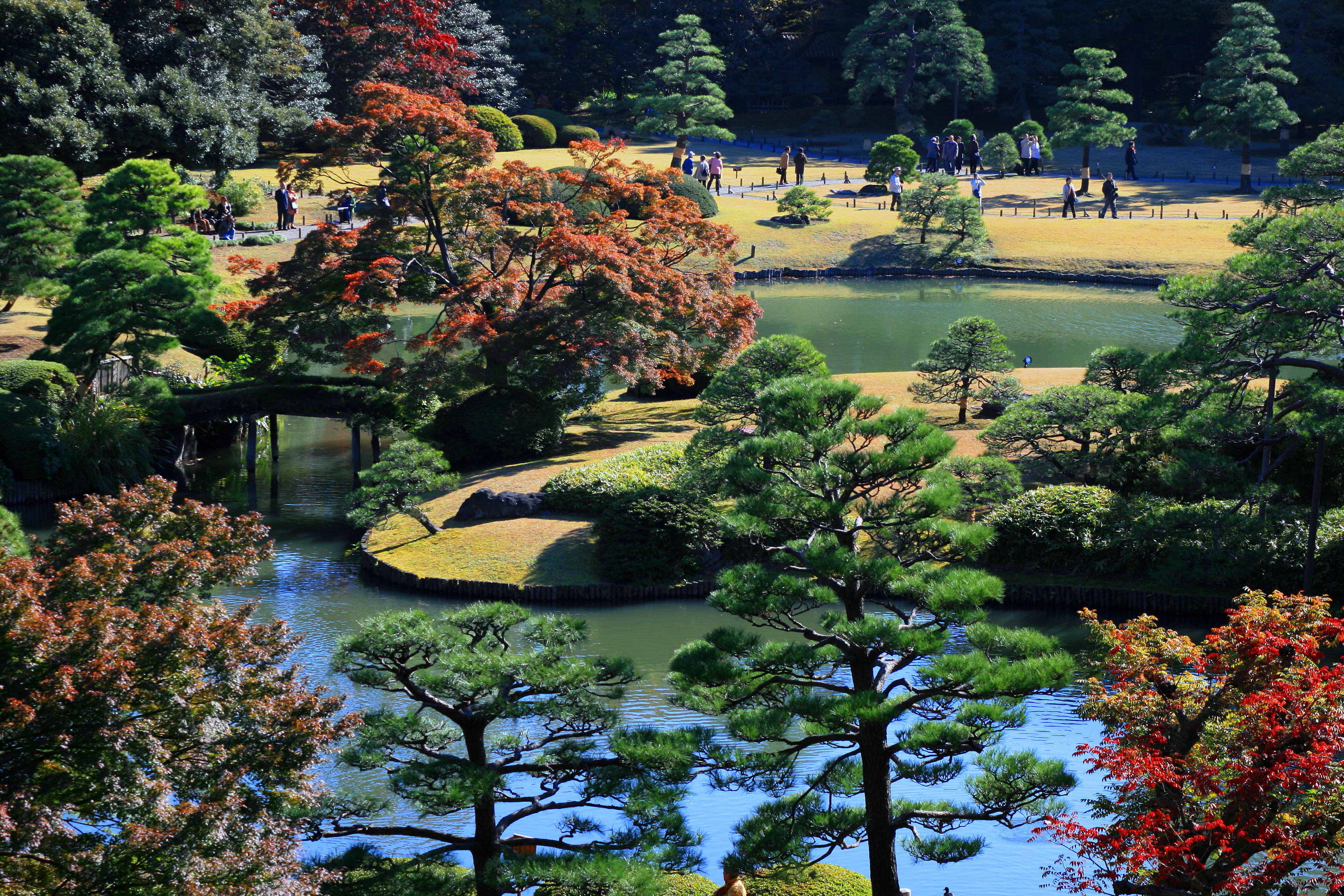
藤代峠からの展望
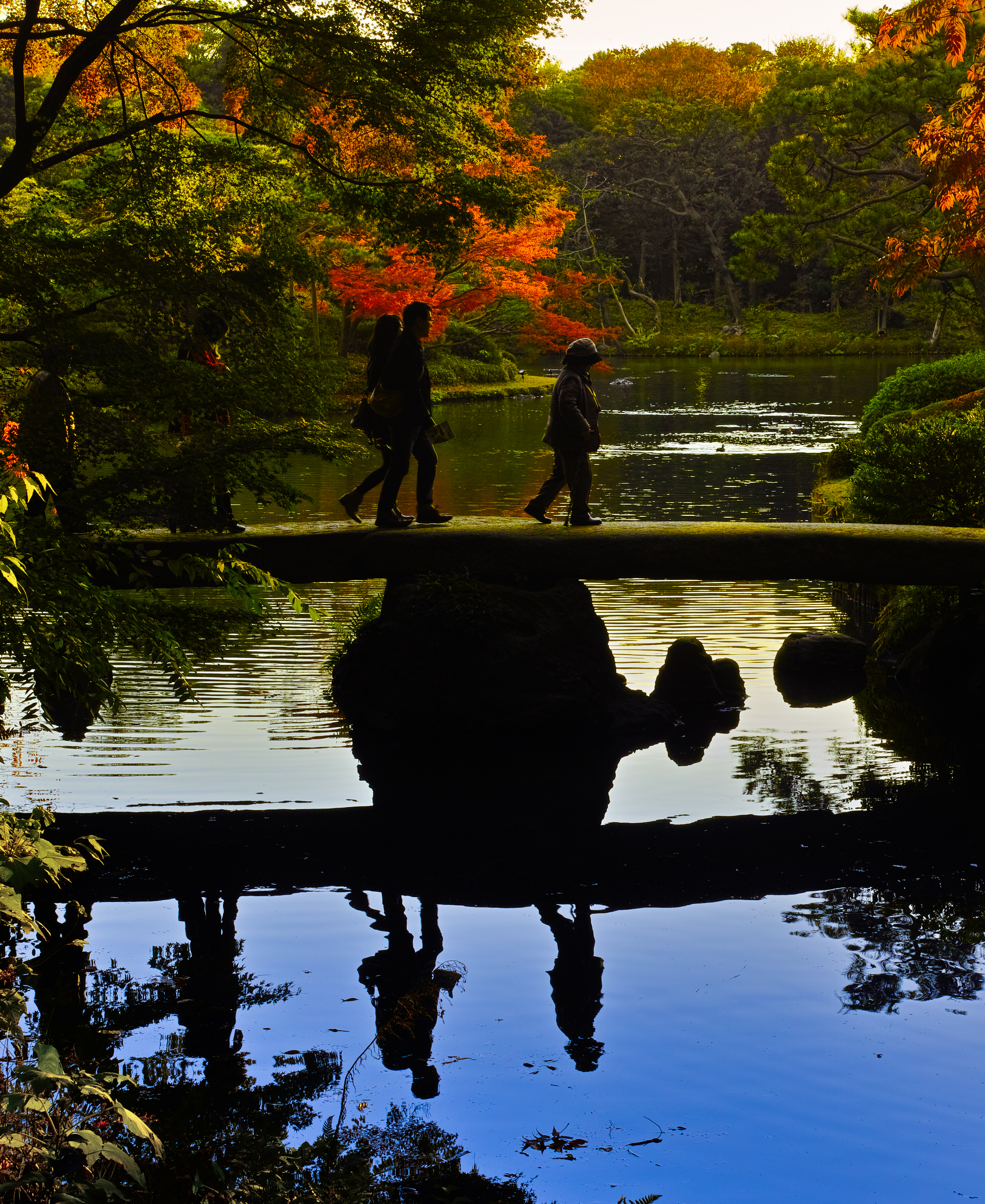
晩秋の渡月橋

## イベント
桜と紅葉の見ごろに合わせて日没後のライトアップが行われ、開園時間が延長される。庭園にふさわしい魅力あるライトアップで定評がある。
- 3月下旬：正門近くの枝垂桜
- 11月下旬～12月上旬：紅葉

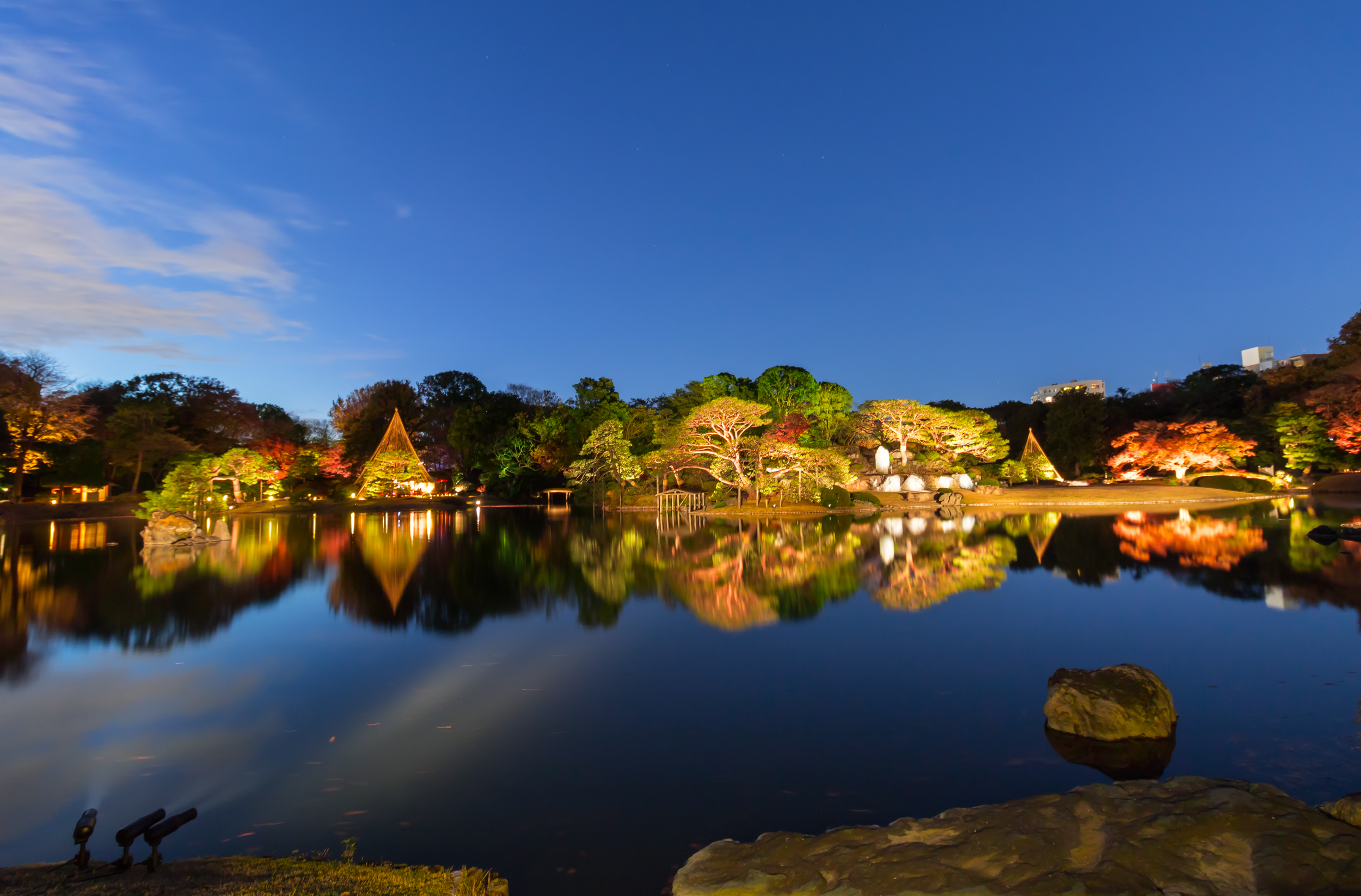
中の島
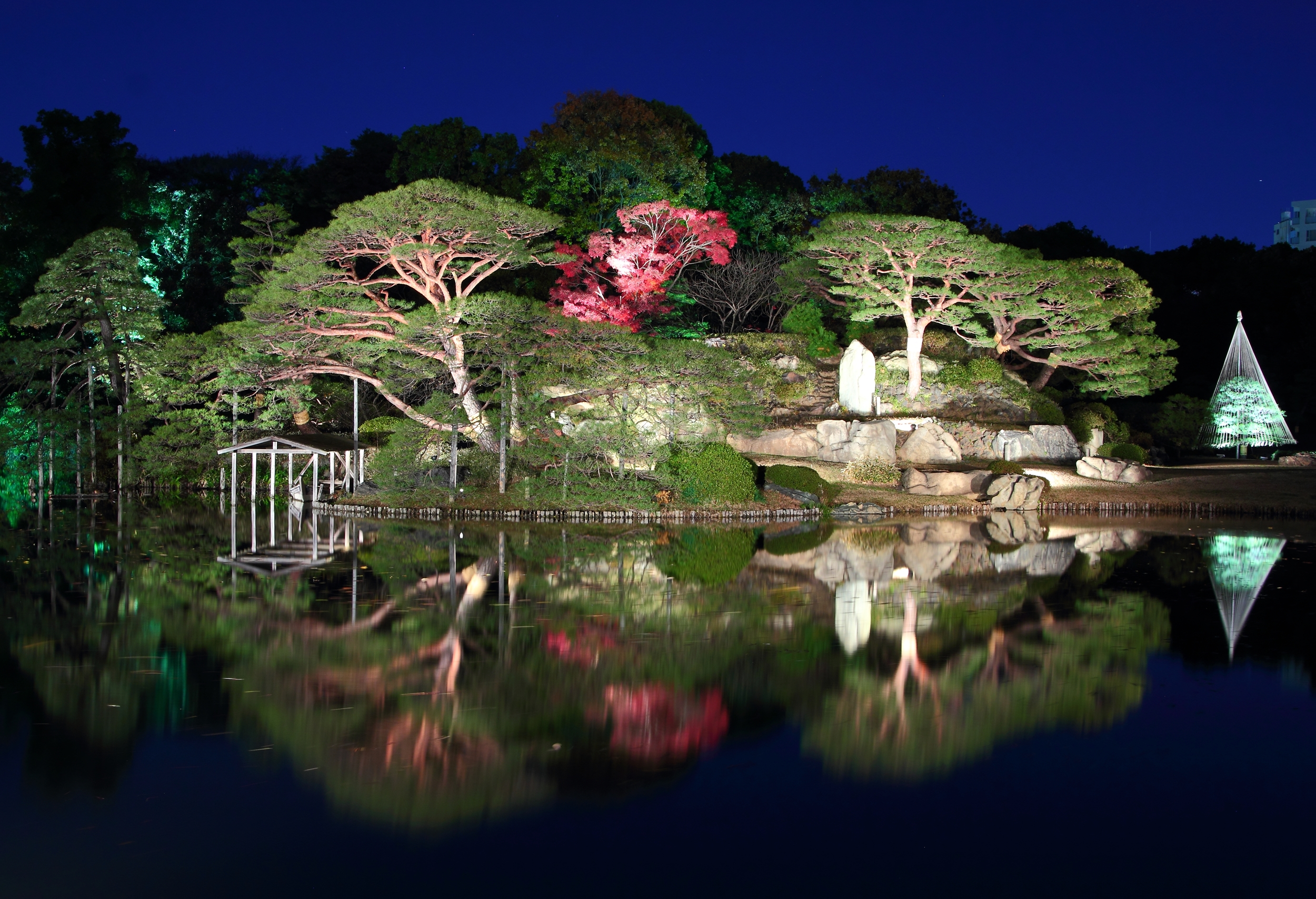
妹山
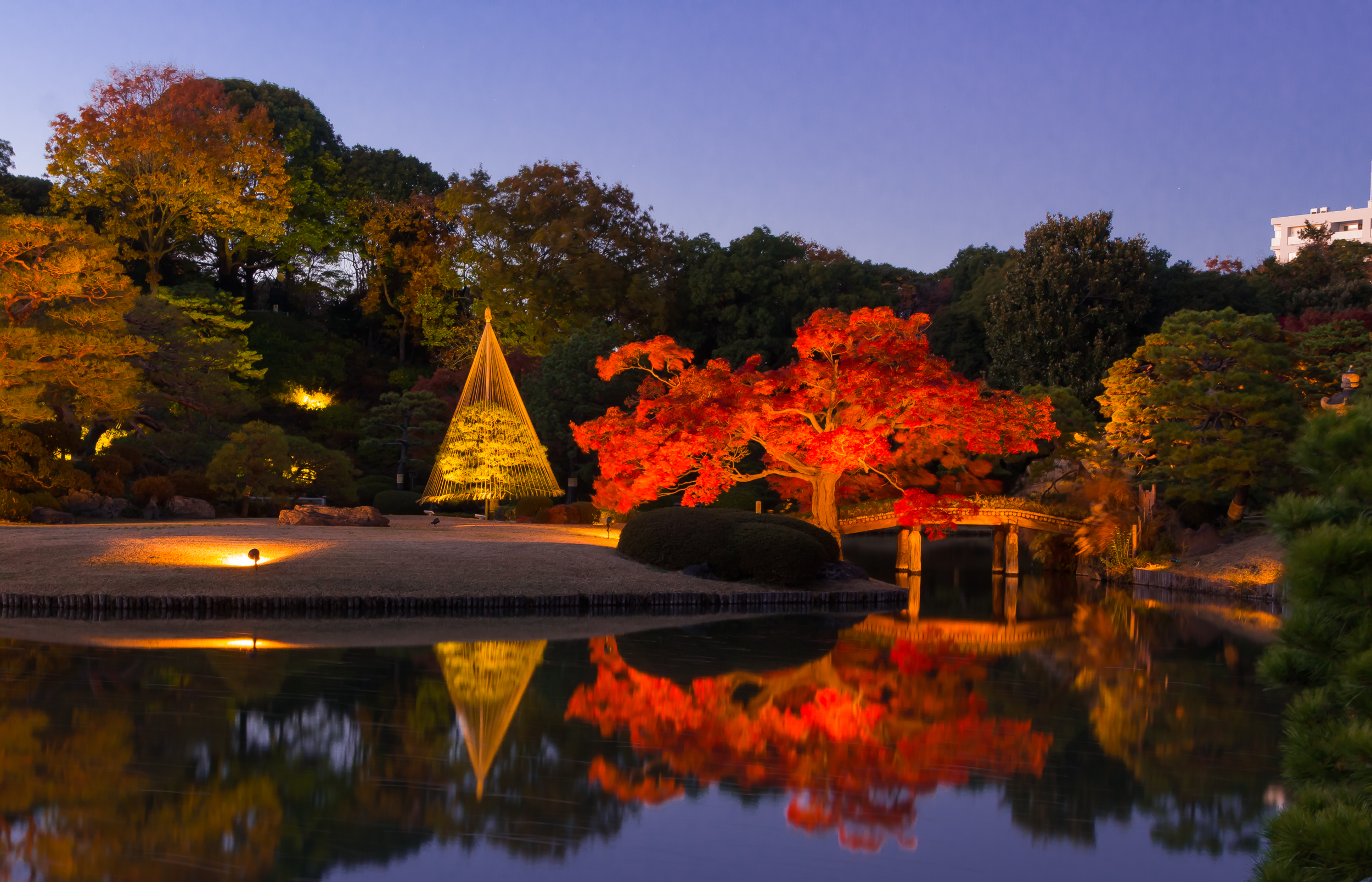
田鶴橋
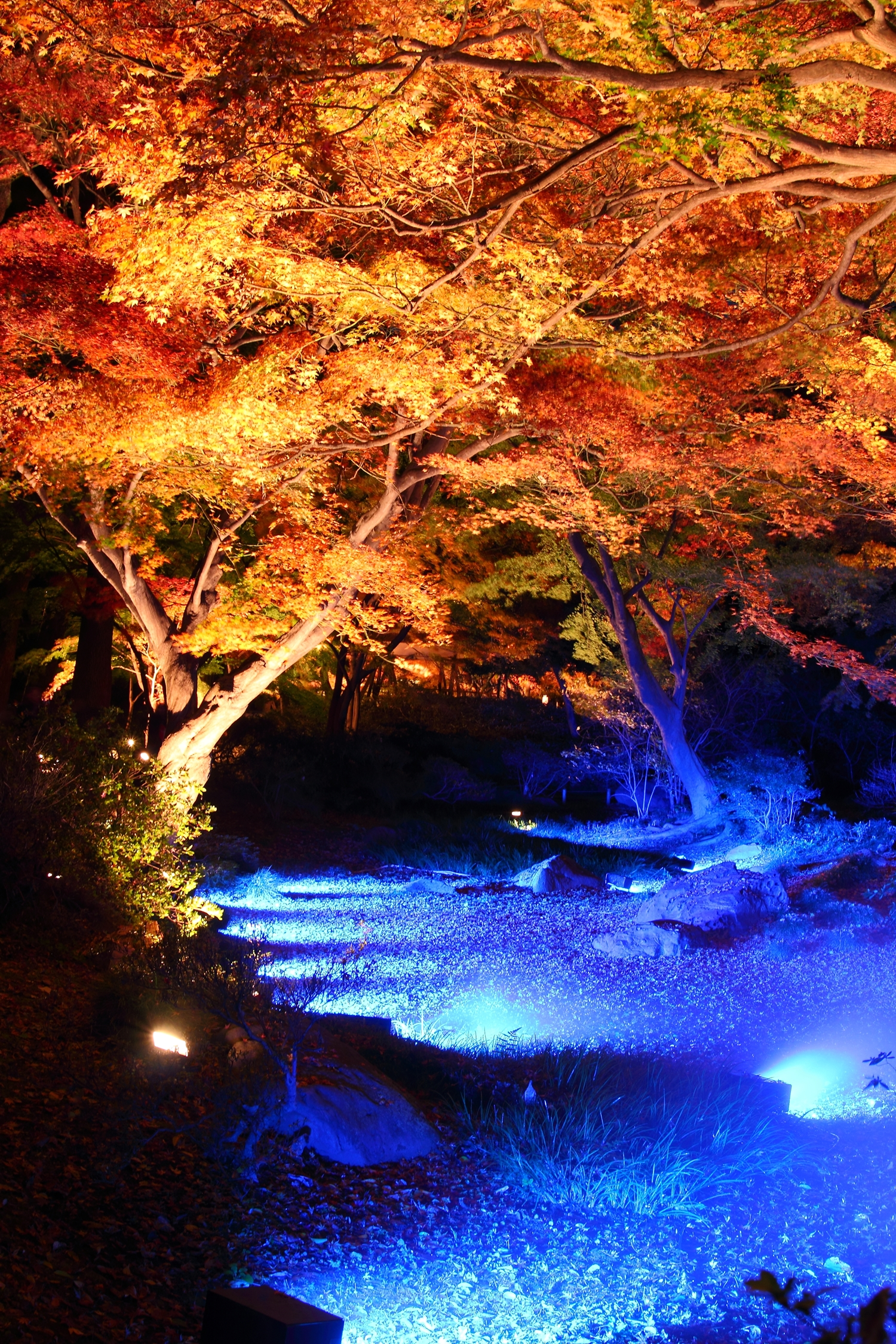
LEDで演出された水香江

## 関連文献
- 『東京都における文化財庭園の保存活用計画（六義園）（平成31年3月）』東京都建設局公園緑地部、2023年3月28日閲覧
- 『東京都における文化財庭園の保存活用計画（六義園）』「文化財指定の概要 指定に至る経緯」、東京都建設局公園緑地部、2023年3月28日閲覧